# Второе Гусево
 Второе Гусево  — деревня в Шарангском районе Нижегородской области в составе  Черномужского сельсовета .

## География
Расположена на расстоянии примерно 9 км на юг-юго-восток от районного центра посёлка Шаранга.

## История
Известна с 1891 года как починок Гусевский 2-й, в 1905 отмечено дворов 26 и жителей 202, в 1926 (уже деревня Гусево 2-е или Малое Гусево) 46 и 266, в 1950 (Малое Гусево) 53 и 206.

## Население
Постоянное население составляло 5 человек (русские 60%) в 2002 году, 3 в 2010.